# إميلي دير
إميلي دير هي لاعبة كرلنغ كندية، ولدت في عقد 1990.